# Лаура Баси
Лаура Мария Катерина Баси (на италиански: Laura Maria Caterina Bassi) е италиански учен, физик.
Тя е първата жена в света, спечелила университетска степен в областта на естествените науки. Придобива докторска степен през май 1732 г., която е едва 3-тата академична степен, присъждана дотогава на жена от европейски университет. Тя е първата жена, която преподава като професор по физика в европейски университет.

## Биография
Баси е родена в Болоня в богато семейство в края на 1711 г. (точната ѝ дата на раждане е дадена в няколко версии, които малко се различават една от друга). Баща ѝ, който е адвокат, се грижи за нейното образование чрез частни учители от петгодишна възраст. От 13-годишна до 20-годишна учи при Гатано Такони, семейния лекар и професор в университета в областта на биологията и медицината. По това време тя привлича вниманието на кардинал Просперо Ламбертини, който насърчава нейната научна работа.
През май 1732 г. тя получава докторска степен. Защитата на титлата, церемонията по награждаването на докторантите и първата лекция, която тя изнася в Болоня, се състоят в Палацо Павлико, централна сграда на правителството. Тези събития получават особено значение, тъй като на тях присъстват не само студенти и университетски служители, но и биват почетени в присъствието на висши политици и духовници от Болоня, папския легат и заместник-законодателния орган, архиепископа на Болоня, гонплониера, градски старейшини, сенатори и магистрати. Високопоставените лица от общността в Болоня дошли да научат за постиженията на Баси, която спечелва желаната титла.
През октомври 1732 г., само на 21-годишна възраст, тя е назначена за професор по анатомия в Университета в Болоня, през същата година е избрана в Академията на Института на науките и на следващата година е удостоена със званието професор на Философия. Беси е втората жена в Европа, която получава университетска степен, предшествана само от Елена Корнеро Фископия, която е спечелила степента през 1678 – 54 години по-рано. Въпреки това в ранните си години в университета тя се ограничава до изнасяне едва на няколко произволни лекции.